# Мусинский сельсовет (Московская область)
Мусинский сельсовет — упразднённая административно-территориальная единица, существовавшая на территории Московской губернии и Московской области до 1954 года.
Мусинский сельсовет возник в первые годы советской власти. По состоянию на 1922 год он входил в Яропольскую волость Волоколамского уезда Московской губернии
В 1927 году из Мусинского с/с был выделен Телегинский с/с.
По данным 1926 года в состав сельсовета входили 3 населённых пункта — Мусино, Новое Телегино и Старое Телегино.
В 1929 году Мусинский с/с был отнесён к Волоколамскому району Московского округа Московской области. При этом к Мусинскому с/с был присоединён Телегинский с/с.
30 ноября 1951 года к Мусинскому с/с было отнесено селение Парфеньково, переданное из упразднённого Парфеньковского с/с.
14 июня 1954 года Мусинский с/с был упразднён. При этом его территория была передана в Ярополецкий с/с.